# Luisa Roldán
Pour les articles homonymes, voir Roldán.
Luisa Ignacia Roldán, (Luisa Roldán ou La Roldana), baptisée le 8 septembre 1652 à Séville (Espagne) et morte le 10 janvier 1706 à Madrid (Espagne), est une sculptrice espagnole de l'époque baroque. Elle est une artiste majeure de la période et la première femme sculptrice en Espagne dont on a conservé la trace.

## Biographie

### Enfance
Elle est la quatrième des neuf enfants du couple formé par Pedro Roldán — un des sculpteurs les plus renommés de Séville — et Teresa de Jesús de Mena y Ortega, qui forment par la suite une vaste famille de sculpteurs.

### Période andalouse
À l'âge de 19 ans, le 25 décembre 1671, elle épouse, contre la volonté de son père, Luis Antonio de los Arcos, un de ses apprentis. Le jeune couple s'installe dans la maison familiale des Navarro de los Arcos, dans le quartier de San Vicente, où sont nés, baptisés et enterrés successivement leurs quatre premiers enfants.
De 1680 à 1683, le couple vit dans le quartier du Tabernacle. C'est là, en 1681, que naît Francisco José Ignacio, leur deuxième fils. En 1684, le couple habite le quartier de San Martín, où naît Rosa María Josefa, leur sixième enfant.
Le jeune couple prend des commandes pour des églises, des couvents ou des confréries. La production attribuée à Luisa, sur une base stylistique, mais le plus souvent sans preuve, est énorme. Il est impossible de départager le travail des époux. On sait qu'avec lui, elle réalise, entre 1670 et 1680, des commandes importantes pour la confrérie de l'Exaltation du Christ, au sein desquelles les anges de la passion sont attribués exclusivement à Luisa.
Dans les années 1680, le couple reçoit des commandes de Cadix et des environs. La première trace indubitable du travail de Luisa date de 1684, quand elle réalise avec son mari l'Ecce Homo de la cathédrale de Cadix, où le couple réside désormais. Le chapitre de la cathédrale leur commande plusieurs statues pour la Semaine Sainte, puis le conseil municipal charge la Roldana de sculpter les statues de San Servando et San Germán, les saints patrons de la ville. L'année suivante, ils réalisent la sculpture de La Dolorosa de la Soledad, qu'ils offrent au couvent de Puerto Real.
Les églises de Cadix conservent de nombreuses œuvres de cette époque : saint Joseph avec l'Enfant et saint Jean-Baptiste, dans l'église de Saint-Antoine-de-Padoue ; saint Antoine de Padoue dans l'église de Santa Cruz ; la Sainte Famille du couvent des Descalzas de la Piedad.

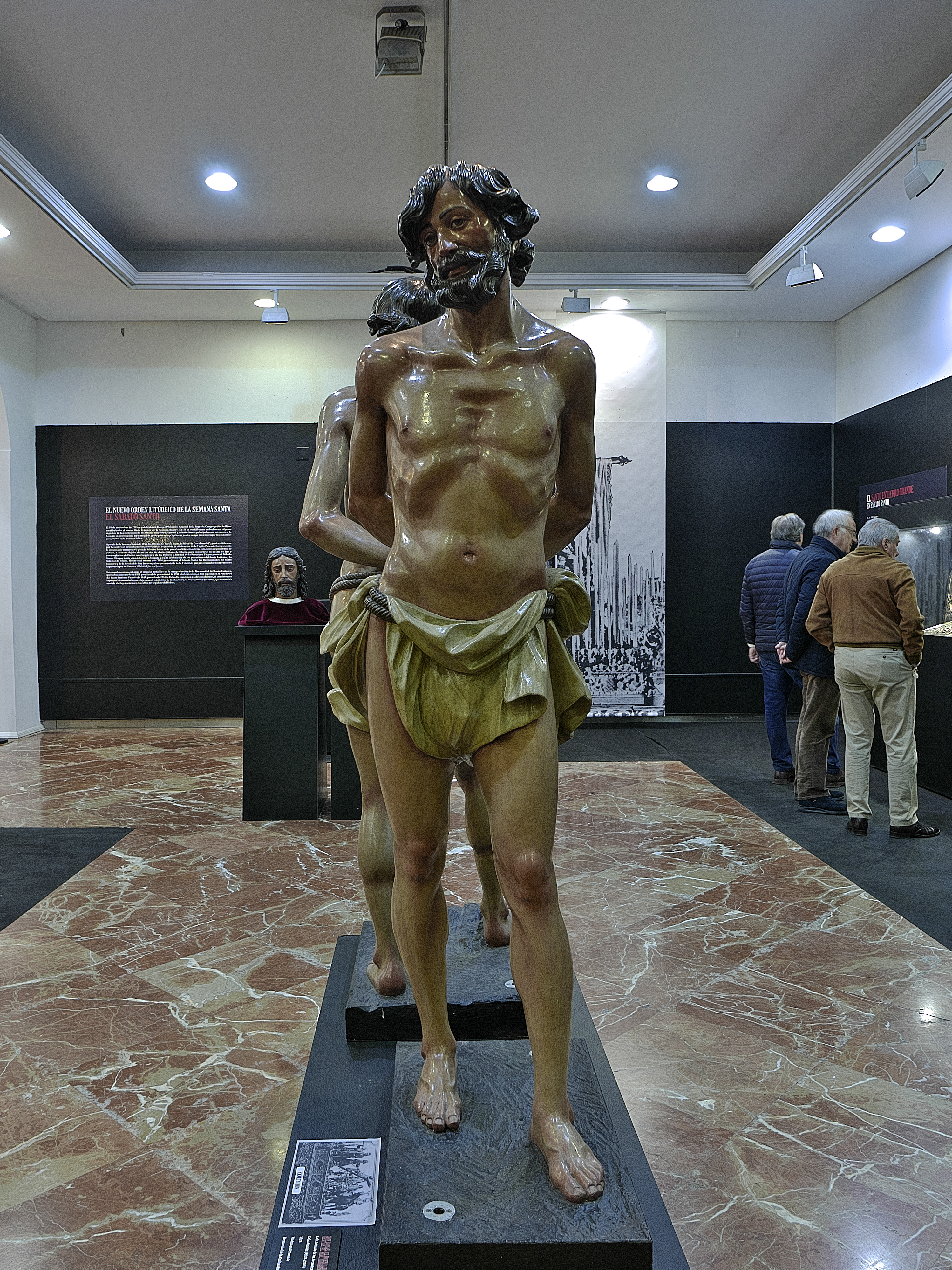
Dimas, Fraternité de l'Exaltation.

### Période madrilène

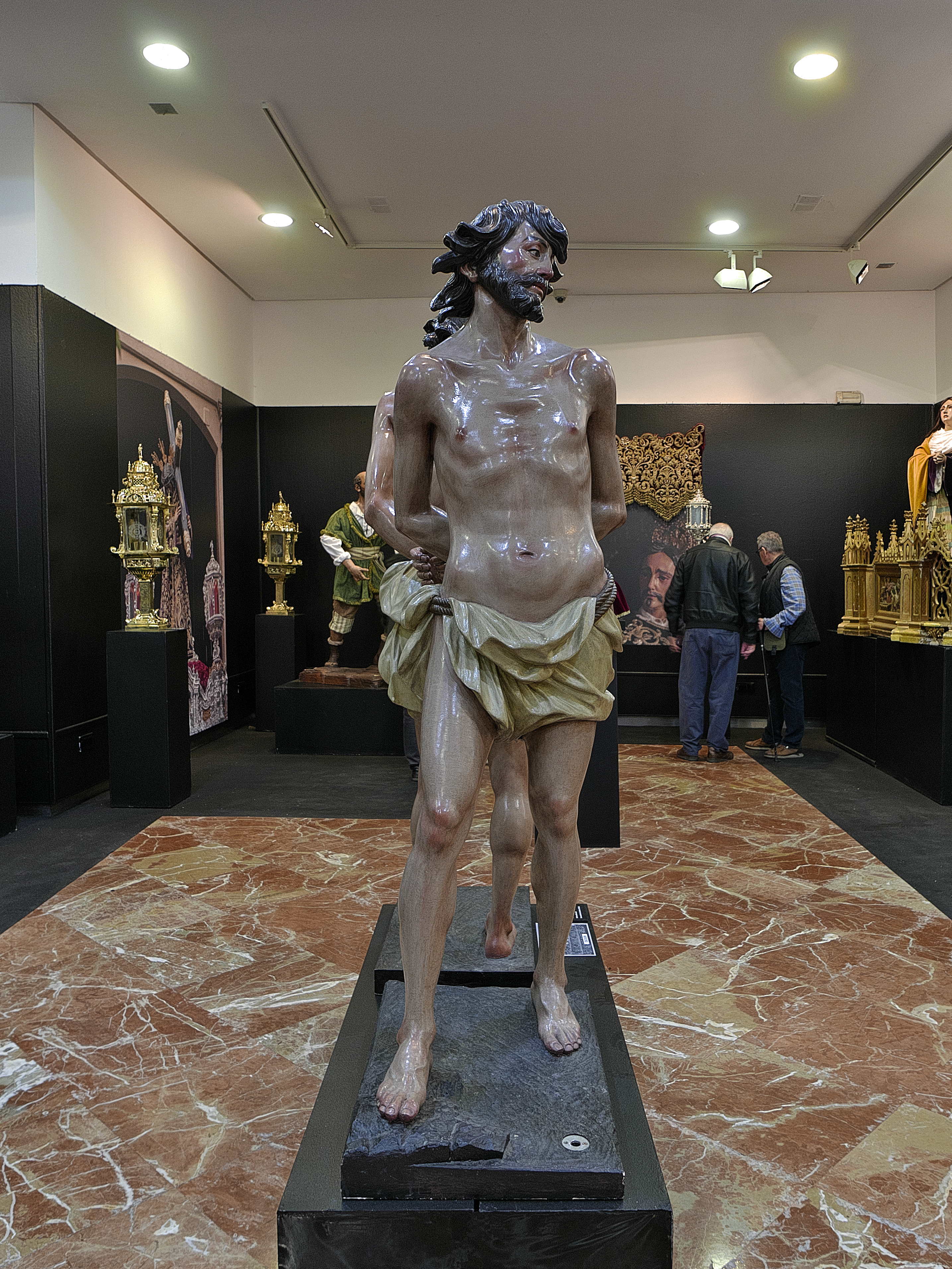
Gestas, Fraternité de l'Exaltation.

C'est donc précédé d'une solde réputation qu'en 1689, le couple quitte l'Andalousie pour se rapprocher de  la Cour, peut-être grâce à la protection de Cristóbal de Ontañón, chambellan du roi Charles II.
La première œuvre connue de la période madrilène est Le Repos pendant la fuite en Égypte, datée de 1691. L'année suivante, Luisa Roldán est nommée « sculpteur de la Chambre », d'abord par Charles II et, après sa mort, par son successeur Philippe V. Cette promotion absolument inespérée — à l'époque — pour une femme ne s'accompagne malheureusement pas des appointements correspondants, et les deux époux doivent sans cesse quémander, jusqu'à ce que la titularisation de Luis Antonio au palais permette au couple de trouver une très fragile sécurité pécuniaire,.
Cette année là, Luisa Roldán n'en réalise pas moins deux grandes sculptures (Saint Michel, à la demande de Charles II, pour l'Escurial et Saint Ginés de la Jara) et un groupe en terre cuite de la Vierge à l'Enfant avec saint Jean-Baptiste.
De cette période datent également des statues en bois grandeur nature : le Nazaréen du couvent des sœurs nazaréennes de Sisante, le Saint Joseph avec l'enfant du couvent de Belén de Carmelitas Descalzas d'Antequera.
Durant cette période, Luisa réalise également de nombreuses sculptures en terre cuite.

### Reconnaissance et décès
Le 10 janvier 1706, le jour même de son décès, l'Académie de Saint-Luc la nomme académicienne émérite. Quelques jours auparavant, à l'approche de sa mort, elle avait fait une déclaration d'extrême pauvreté, indiquant qu'elle n'avait rien à porter sur son testament, faisant appel à la charité pour son enterrement et aux suffrages pour son âme. Luisa Roldán laisse derrière elle deux enfants, Francisco et María, qui se marient tous deux en 1708, et son mari, qui mourra en 1711.
En raison de la qualité de son travail, un contemporain, l'historien Antonio Palomino, la considérait comme une sculptrice aussi importante que son père.

## Style
Le style de Luisa Roldán est d'abord influencé par celui de son père, auprès duquel elle a appris son métier : visages ovales, taille et volume des cheveux, attitudes, yeux bridés, etc. Cette formation a pu être complétée par le voisinage d'autres artistes, comme José de Arce et ses modelages puissants.
Pendant sa période andalouse, l'œuvre de Luisa Roldán se compose de grandes sculptures en bois polychromes destinées aux autels et aux processions religieuses. Son style est alors marqué par un réalisme dramatique et des poses statiques.
Pendant sa période madrilène, elle produit de nombreuses terres cuites polychromes de dimensions plus modestes. Les personnages y sont humanisés et les aspects féminins, maternels et enfantins y sont valorisés à travers des modelés charnus, des formes et des expressions agréables et doux.
Ses œuvres sont caractérisées par la présence de « profils clairement délimités, de mèches de cheveux épaisses, de draperies gonflées et de visages mystiques aux yeux délicats, aux sourcils froncés, aux joues roses et aux lèvres légèrement écartées ». Les « sourcils froncés » que l'on peut voir parfois sur ses anges en terre cuite ne sont généralement pas présents dans ses œuvres en bois, où les sourcils sont ouverts et légèrement arqués.

## La mise au tombeau du Christ
La Mise au tombeau du Christ est une œuvre offerte par Luisa Roldán au roi Philippe V d'Espagne peu après son couronnement, pour appuyer sa demande d'être confirmée dans ses fonctions de sculptrice de la Cour.
Elle fait partie des petites scènes intimistes en terre cuite dont la sculptrice s'était fait une spécialité durant cette période de sa vie, les présentant comme de véritables « bijoux »,,.

Il s'agit d'une terre cuite polychrome de petites dimensions (49,5 × 66 × 43,2 cm) représentant six personnages entourant le corps du Christ descendu au tombeau. Le visage de chaque personnage exprime une émotion différente (colère, incrédulité, deuil, sympathie, amour, peine). L'ensemble constitue un objet de dévotion privée, destinée à être conservé dans les appartements ou une chapelle royale. La composition place le spectateur dans la position d'un septième personnage et l'invite à participer à la scène.

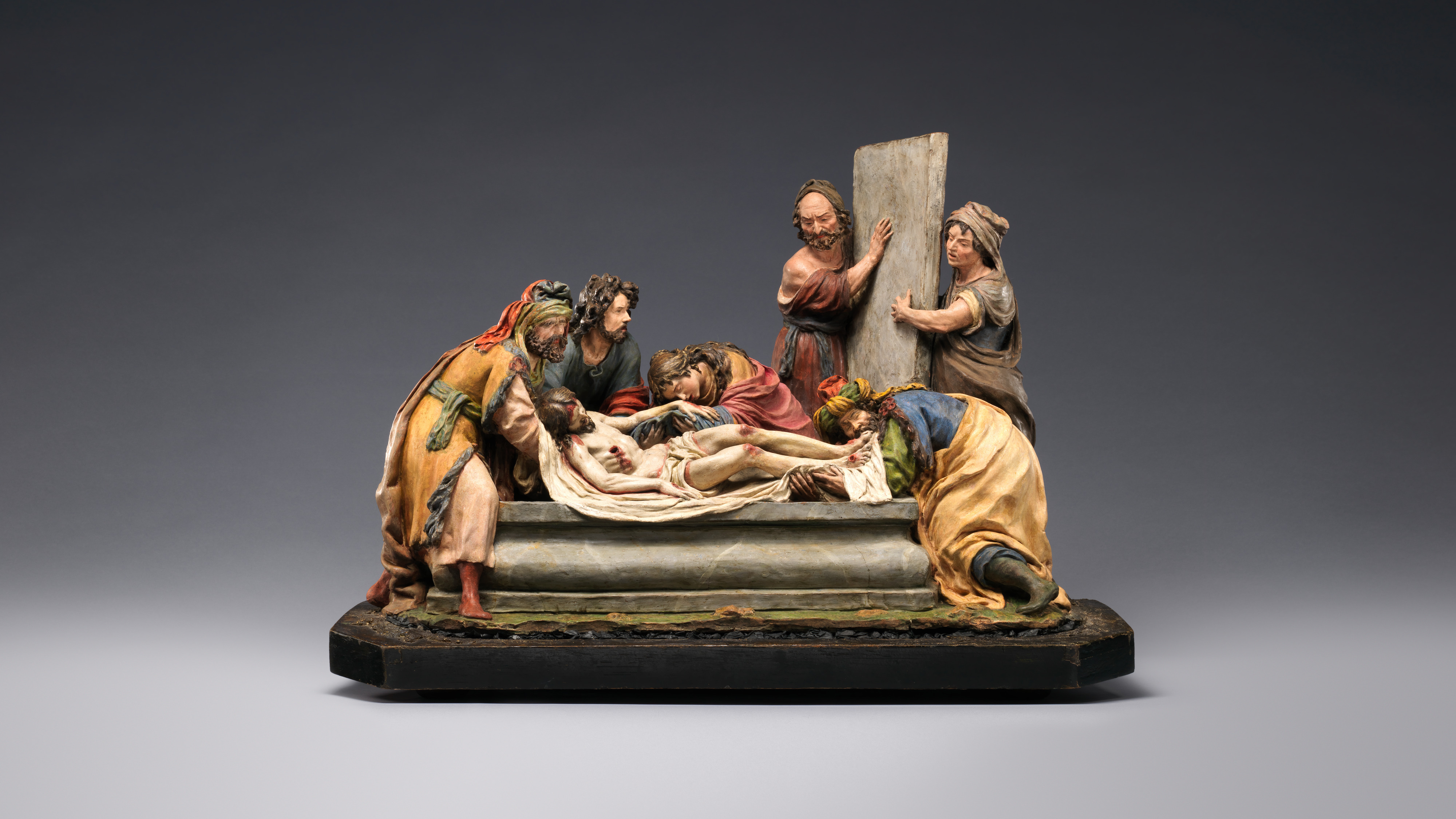
La mise au tombeau du Christ.
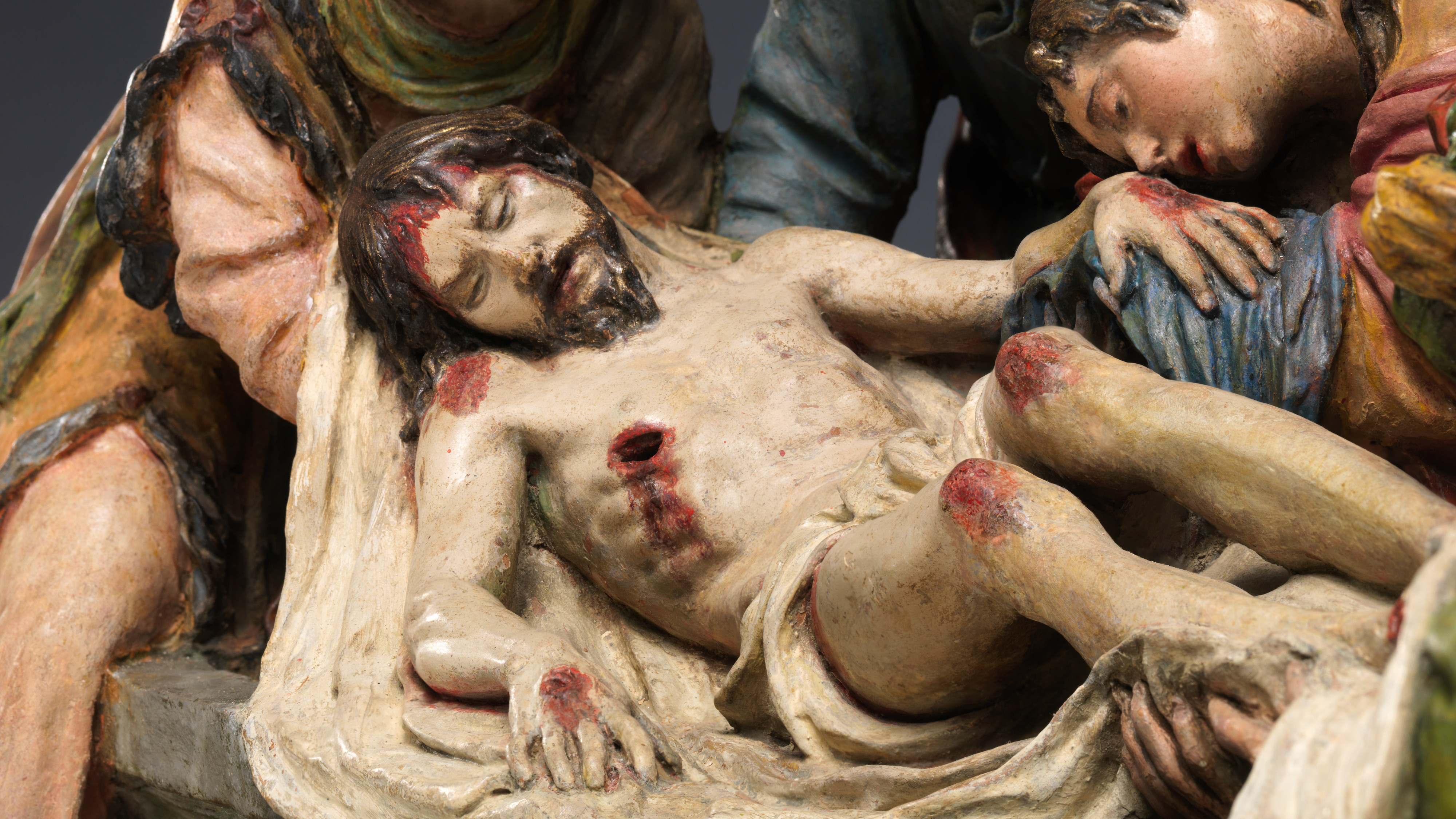
La mise au tombeau du Christ - Détail.
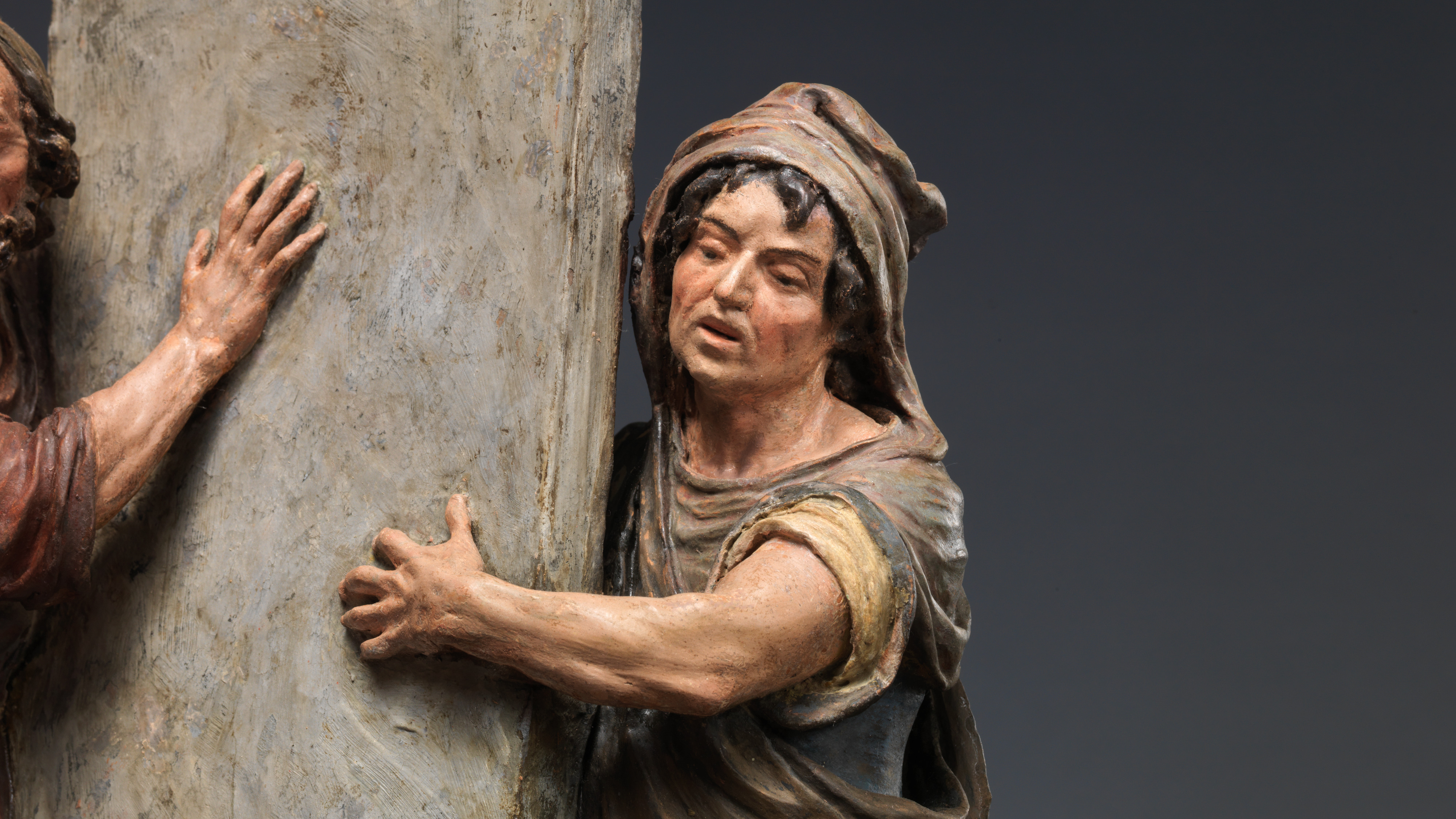
La mise au tombeau du Christ - Détail.
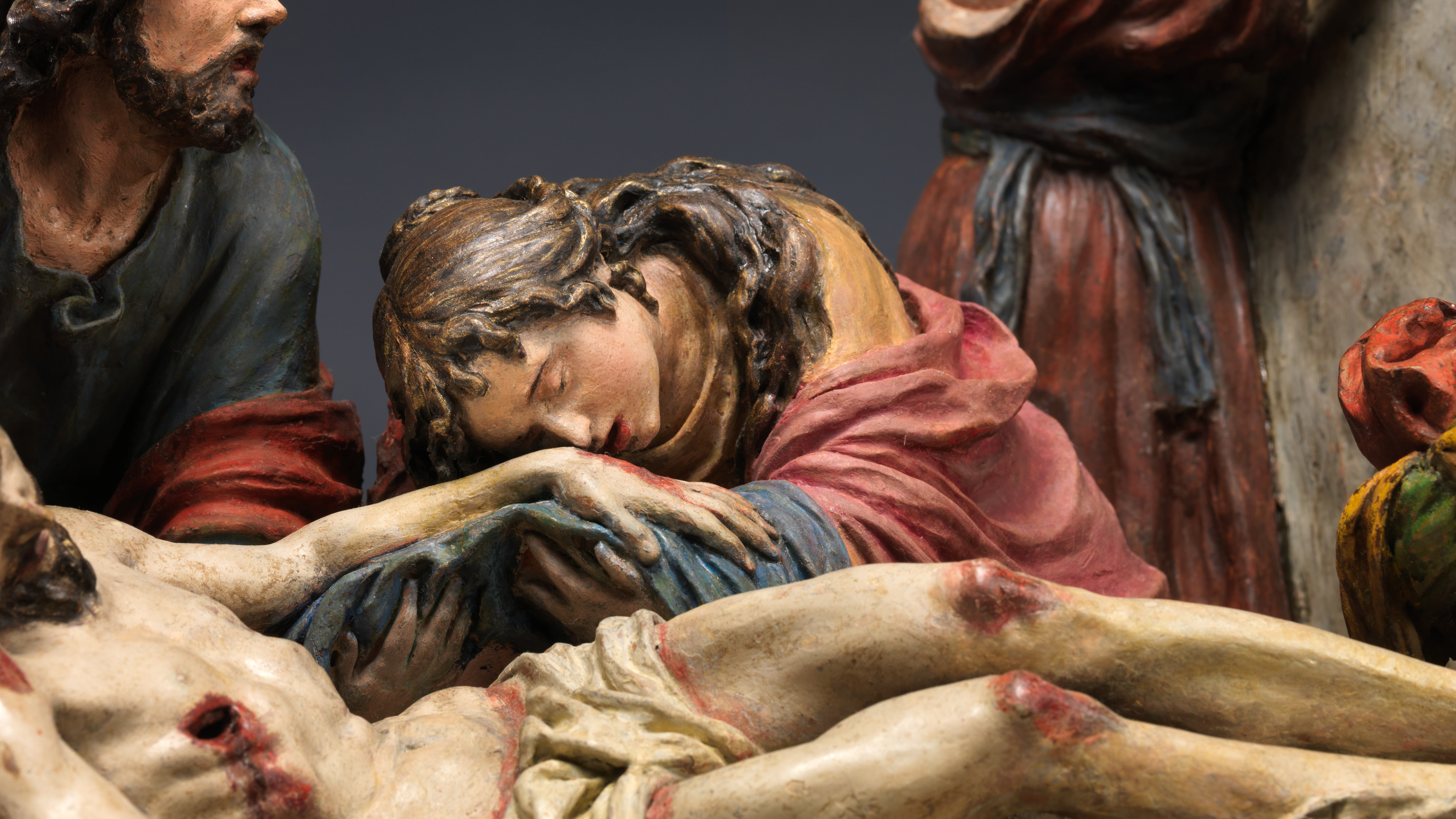
La mise au tombeau du Christ - Détail.
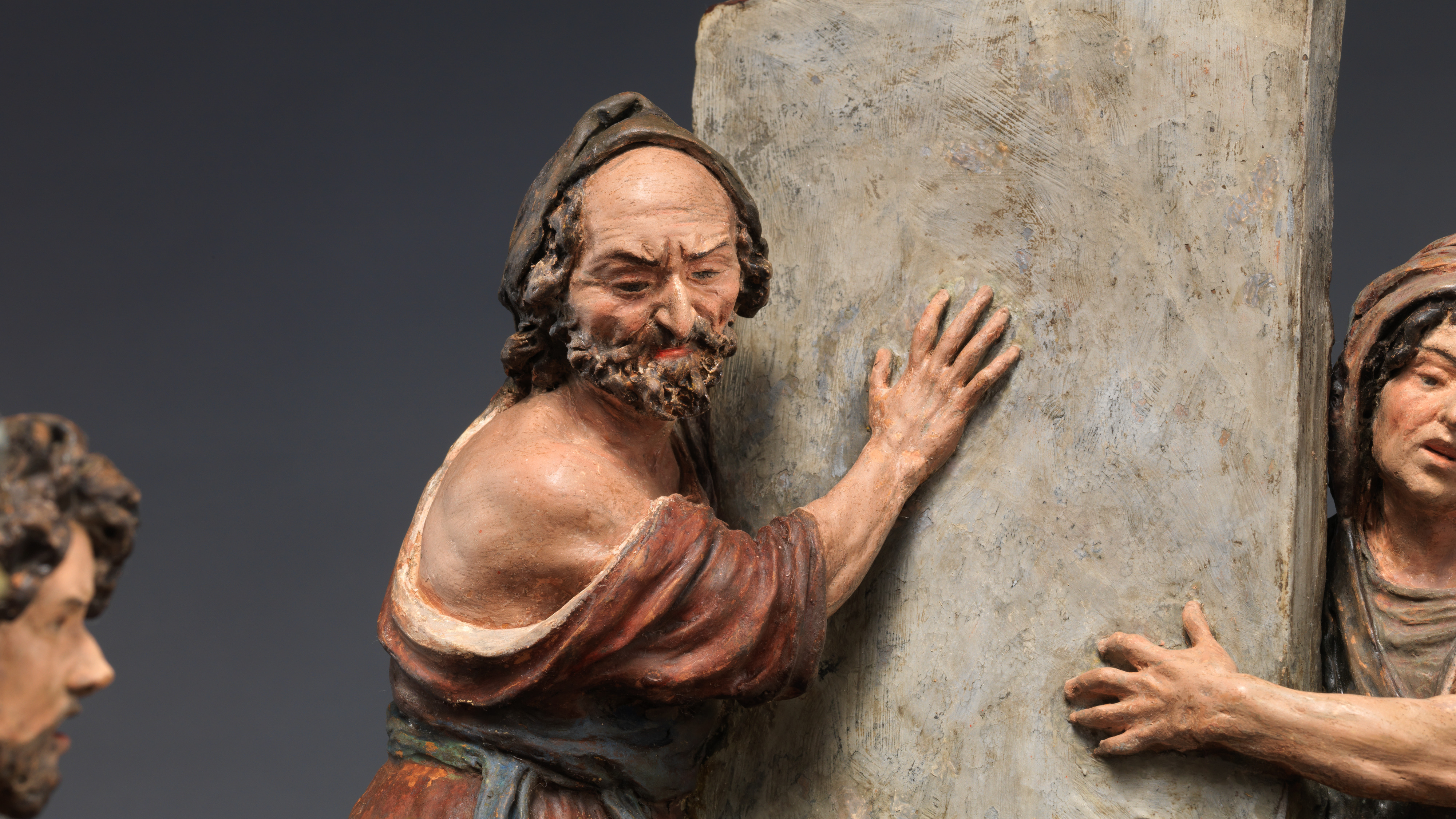
La mise au tombeau du Christ - Détail.
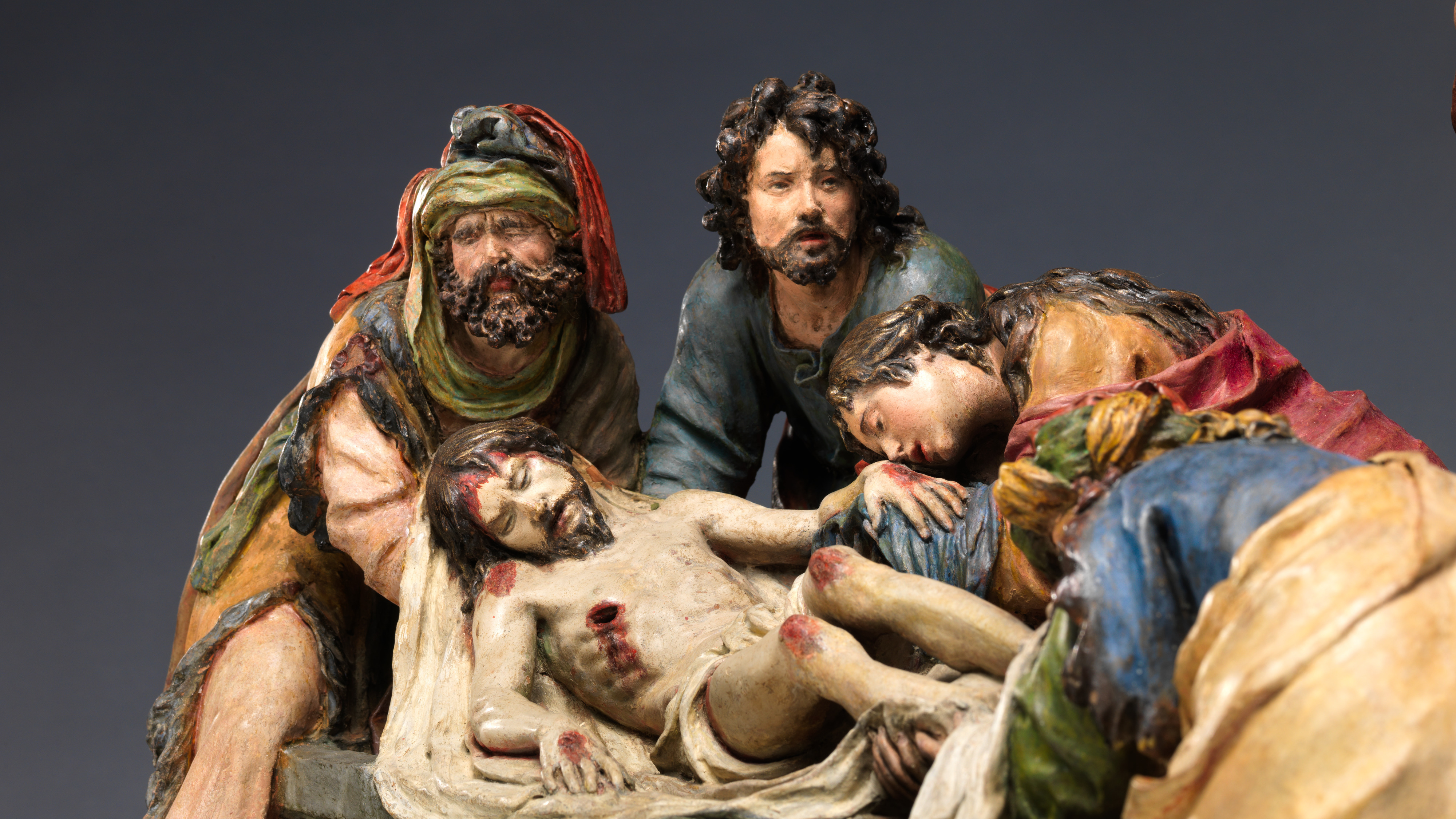
La mise au tombeau du Christ - Détail.

## Polémique
Le 2 avril 2017, La Tribune de l'Art révèle que le Metropolitan Museum of Art a acheté, via la galerie londonienne Coll & Cortés, la Mise au tombeau, considérée comme le chef-d'œuvre de Luisa Roldán. Cette pièce étant, depuis la première moitié du XXe siècle, la seule œuvre de la Roldana conservée en France, La Tribune de l'Art voit dans cette vente « une nouvelle tache sur le bilan récent désastreux du Louvre et du ministère ». L'État dispose en effet, pour empêcher la dispersion de pièces remarquables, du dispositif dit « des trésors nationaux », qui lui permet « de refuser un certificat d’exportation aux œuvres d’intérêt patrimonial majeur, ce qui laisse le temps aux musées de les acquérir, éventuellement grâce au mécénat et à des avantages fiscaux très intéressants (déduction d’impôt de 90 % du montant donné) ».
Cet incident a conduit plusieurs acteurs de la défense du patrimoine a demander communication des certificats d'exportation et des comptes-rendus de la Commission consultative des trésors nationaux. L'accès à ces documents leur ayant été refusé, La Tribune de l'Art et l'association Sites et Monuments ont saisi la Commission d'accès aux documents administratifs (CADA), qui a donné droit à leurs demandes. Le ministère de la Culture ayant persisté dans son refus, une bataille juridique est engagée pour obtenir plus de transparence sur la délivrance des certificats d'exportation, question qui revient régulièrement à chaque sortie d'une œuvre majeur du territoire français,,.

## Œuvres

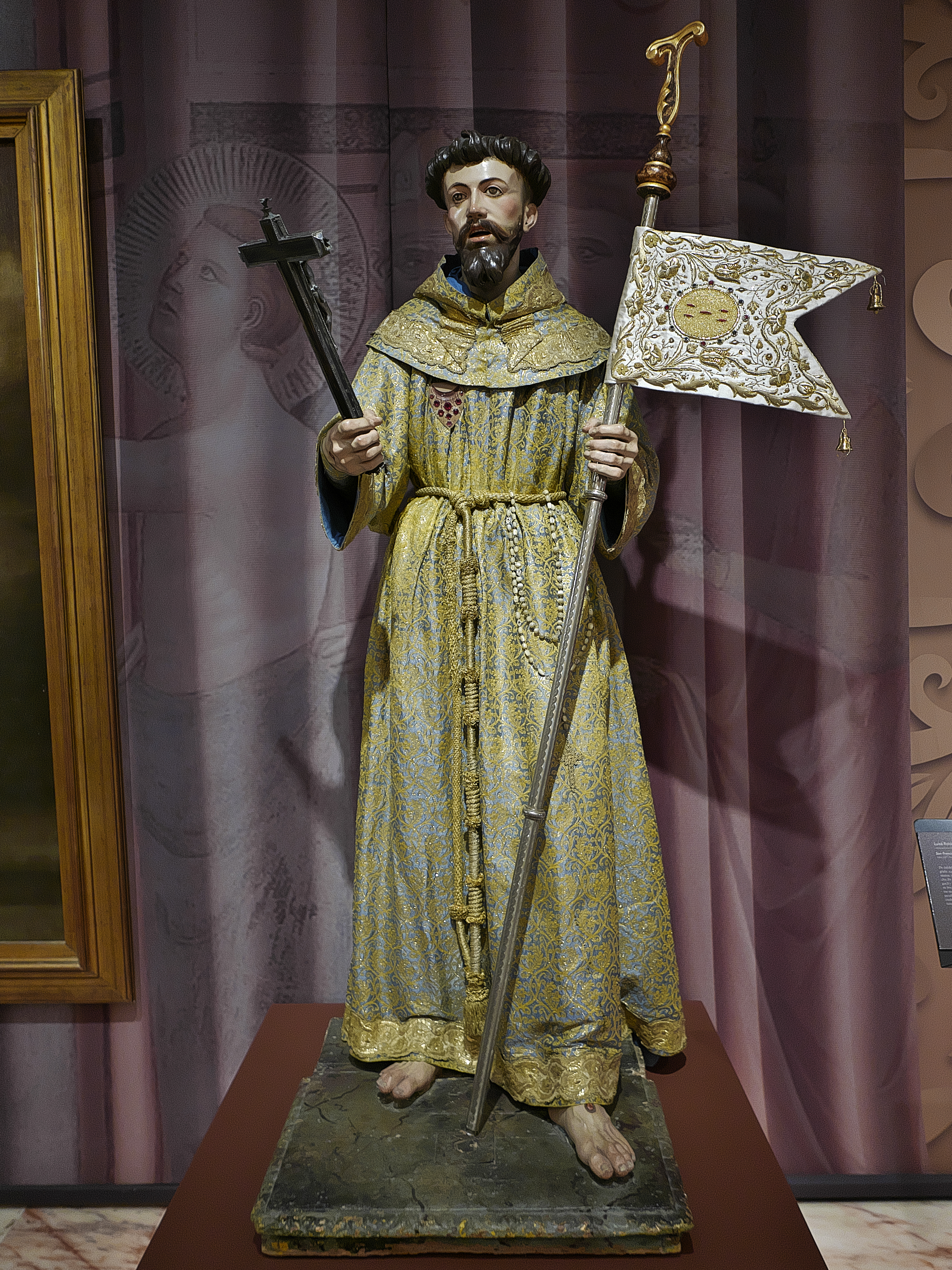
Saint François.

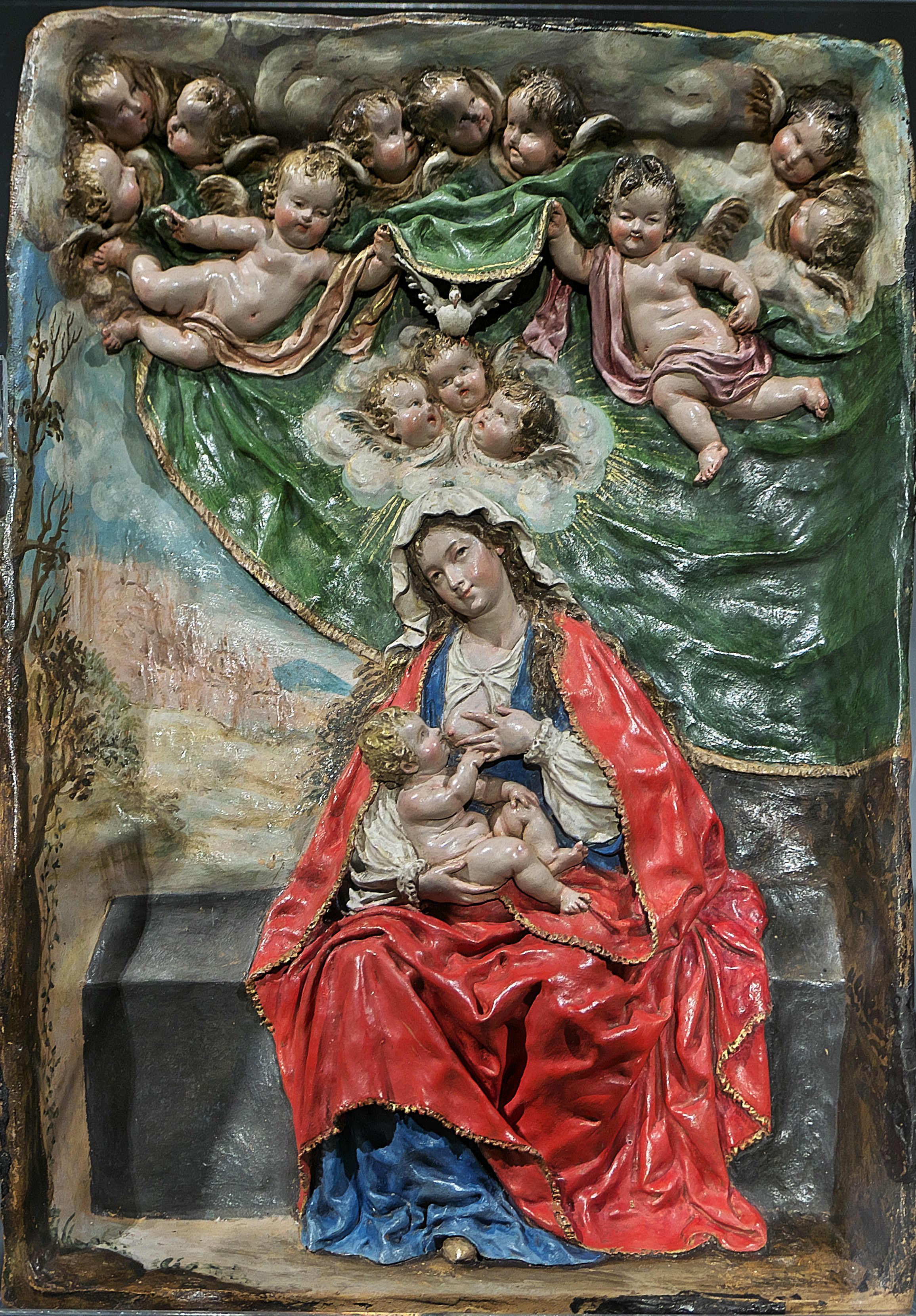
Vierge allaitant.

Luisa Roldán est une sculptrice prolifique. Ses œuvres sont pour la plupart conservées en Andalousie, ainsi qu'à Madrid, à Móstoles et à Sisante (province de Cuenca), à New York, à Londres, en Ontario, à Los Angeles et à Chicago.
Sélection d'œuvres conservées dans des églises :
- Sainte Marie du Silence, Jaén
- Figures en bois sculpté des saints Servandus and Cermanus (en), patrons de Cadix, dans la cathédrale de Cadix
- Saint Joseph, église de San Antonio, Cadix
- Saint Antoine de Padoue, église de Santa Cruz, Cadix
- Saint Jean le Baptiste, église de Saint Antoine de Padoue, Cadix
- Notre-Dame des Douleurs des Remèdes (Dolorosa de los Remedios), Jerez de la Frontera
- Vierge de la Solitude (Virgen de la Soledad), église de la Victoire, Puerto Real
- Ecce homo (1684), cathédrale de Cadix. La tête, les bras, les mains et le torse sont en cèdre et le reste, y compris les chlamydes, en pin[11].
- Ecce homo, Cordoue
- Saint Michel vainquant un démon, Escurial
- Christ du Pardon (Cristo del Perdón), Fregenal de la Sierra
- Saint Ferdinand, cathédrale des Canaries, Grande Canarie
- Pénitent (Nazareno), église de las Hermanas Nazarenas, Sisante

Sa statue de Marie-Madeleine à Cadix a été détruite par un incendie au début de la guerre d'Espagne.
D'autres œuvres remarquables se trouvent dans des collections et des musées :
- Vierge allaitant, 1689-1706, Musée des Beaux-Arts de Séville[12].
- Vierge à l'Enfant (1680/1686) National Gallery of Art, Washington[13],[14].
- Ginés de la Jara (vers 1692), Getty Center (États-Unis)
- Mort ou extase de Marie Madeleine, Mariage de sainte Catherine, The Hispanic Society of America, New York
- Saint Joachim, Sainte Anne et la Vierge à l'enfant (La Virgen niña con San Joaquín y Santa Ana) et Les premiers pas de Jésus (Los primeros pasos de Jesús), musée des beaux-arts de Guadalajara
- Saint Michel, Musée royal de l'Ontario
- La Vierge apparaît à Saint Jean, Victoria and Albert Museum, Londres
- La mise au tombeau du Christ, Metropolitan Museum of Art, New York
- Education de la Vierge, Blanton Museum of Art, Austin, Texas[7]